# Lucien Hussel

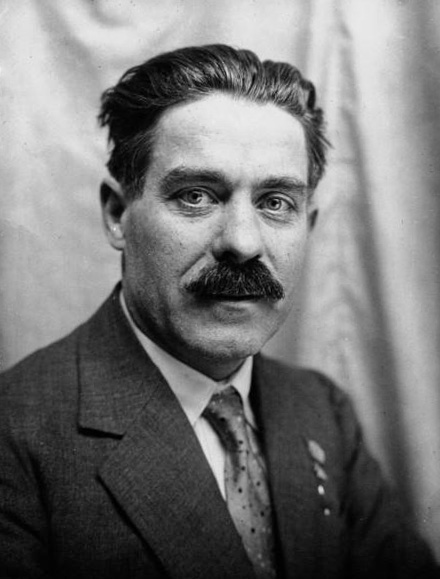
Lucien Hussel 1932

Lucien Joseph Hussel (geboren am 27. Dezember 1889 in Voiron; gestorben am 27. März 1967 in Vienne) war ein französischer Politiker und Résistant. Er gehörte zu den achtzig Abgeordneten („les quatre-vingts“), die Philippe Pétain am 10. Juli 1940 die Zustimmung zu den diktatorischen Vollmachten verweigerten.

## Leben
Lucien Hussel stammte aus kleinen Verhältnissen; sein Großvater war aus dem Piemont eingewandert. Im Ersten Weltkrieg wurde er mit der Militärmedaille und dem Croix de guerre ausgezeichnet.
Mit siebzehn Jahren wurde er Angestellter im Rathaus und trat im Jahr darauf der wichtigsten französischen sozialistischen Partei dieser Zeit, der Section française de l’Internationale ouvrière (SFIO), bei. Später wurde er Sekretär der sozialistischen Sektion von Vienne und dann der Départementsorganisation der Partei. Von 1926 bis 1928 war er Mitglied der ständigen Verwaltungskommission, dem wichtigsten Entscheidungsorgan der Sozialistischen Partei zu dieser Zeit.
Im Jahr 1929 wurde er zum Generalrat von Vienne-Nord gewählt und zwei Jahre später zum Bürgermeister der Stadt. Seine Zeit als Bürgermeister war von umfangreichen Baumaßnahmen mit sozialer Ausrichtung geprägt.
Bei den Parlamentswahlen 1932 wurde Lucien Hussel dank des Verzichts des radikal-sozialistischen Kandidaten zum Abgeordneten gewählt. Er gehörte dem Armeeausschuss an. Als er 1936 wiedergewählt wurde, trat er dem Sonderausschuss der Abgeordnetenkammer bei, der die sozialen Projekte der Volksfront prüfen sollte.
Am 10. Juli 1940 stimmte er gegen die erweiterten Vollmachten für Philippe Pétain und schloss sich anschließend der Résistance an. Im März 1941 war er Mitbegründer des Comité d’action socialiste und ab 1943 Mitglied des Vorstandes der SFIO im Untergrund. Er erhielt die Medaille der französischen Résistance.
Nachdem ihm als Reaktion auf sein Abstimmungsverhalten alle Ämter entzogen worden waren, erhielt er diese 1945 zurück und wurde Präsident des Generalrats des Départements Isère, Vorsitzender der Gesellschaft für die Erschließung des Departements Isère und Mitglied des Verwaltungsrats der Universität Grenoble. 1946 wurde er erneut zum Abgeordneten gewählt, trat jedoch bei den Wahlen 1951 nicht mehr an. Er wurde 1947 und 1953 erneut zum Bürgermeister von Vienne gewählt, verzichtete aber 1959 auf eine erneute Kandidatur. Er blieb jedoch bis zu seinem Tod Generalrat. Das Krankenhaus in Vienne ist nach ihm benannt.